# Albano Olivetti
Albano Olivetti (Haguenau, 24 novembre 1991) è un tennista francese.
Noto per il fisico imponente e per la potenza del servizio, ha ottenuto i migliori risultati in doppio, specialità nella quale ha vinto due titoli del circuito maggiore e diversi altri nei circuiti minori; il suo miglior ranking ATP è stato il 40º posto del luglio 2024. Nelle prove del Grande Slam ha raggiunto i quarti di finale agli US Open 2023. Nella prima parte della carriera ha ottenuto discreti risultati in singolare spingendosi fino al 161º posto del ranking nel maggio 2014. Dal 2020 gioca quasi esclusivamente in doppio.

## Biografia

### 2010-2011, inizi e primi titoli ITF
Disputa e perde la prima finale ITF Futures in carriera nel luglio 2010 al torneo di doppio del France F10 di Montauban, nell'ottobre successivo alza i primi trofei da professionista vincendo il titolo sia in singolare che in doppio al torneo ITF France F16 di Sarreguemines; nella finale del singolare ha la meglio sul connazionale Rudy Coco in due set. Nel 2011 si mette in luce soprattutto in doppio, a maggio fa il suo esordio in un tabellone del Grande Slam al Roland Garros in coppia con Kenny De Schepper e si spingono fino al secondo turno. Nell'arco della stagione vince 4 tornei Futures di doppio, a settembre entra per la prima volta nella top 300 del ranking ATP e a novembre sale alla 245ª posizione.

### 2012, quarti di finale in un torneo ATP in singolare, primo titolo Challenger e top 150 in doppio
Nel febbraio 2012 supera per la prima volta in carriera le qualificazioni di un torneo ATP a Marsiglia, si presenta come nº 388 del ranking e al primo turno del tabellone principale sconfigge Matthias Bachinger, desta scalpore al secondo tuno eliminando il nº 8 del mondo Mardy Fish, primo top 10 sconfitto in carriera; era dal 2007 che un giocatore fuori dalla top 350 non sconfiggeva un top 10. Viene eliminato nei quarti di finale da Michaël Llodra. A fine marzo vince il primo titolo Challenger nel torneo di doppio a Le Gosier, dove gioca in coppia con Pierre-Hugues Herbert e superano in finale Paul Hanley / Jordan Kerr, successo con cui fa il suo ingresso nella top 200 mondiale e a maggio raggiunge la 142ª posizione. Ad agosto disputa la prima finale Challenger in carriera in singolare a Segovia, perde in due set contro Evgenij Donskoj e si porta alla 210ª posizione mondiale.

### 2013-2015, quarti di finale in un torneo ATP e 161º in singolare, due titoli Challenger in doppio e infortunio
Salta la prima parte della stagione 2013 e torna a giocare a maggio, i migliori risultati in singolare sono la sua seconda finale raggiunta nei Challenger, persa di nuovo a Segovia, questa volta contro Pablo Carreño Busta, e le qualificazioni superate agli US Open, dove perde all'esordio nel tabellone principale. A settembre vince il suo secondo titolo Challenger in doppio a Saint-Rémy-de-Provence, di nuovo in coppia con Herbert. Il 2014 è la sua migliore stagione in singolare, a febbraio torna nei quarti di finale in un torneo ATP a Montpellier, supera tra gli altri il veterano Nikolaj Davydenko e viene eliminato da Richard Gasquet. Rientra così nella top 200, nel periodo successivo consegue discreti risultati nel circuito Challenger e a maggio si porta al 161º posto mondiale, che rimarrà il suo best ranking in carriera in singolare. Rientra nella top 200 anche in doppio grazie alle tre finali Challenger disputate assieme a Herbert, delle quali vincono solo la prima di Quimper. A giugno è vittima di un incidente in auto che lo costringerà a un intervento chirurgico per un'ernia cervicale e a un anno e mezzo di convalescenza.

### 2016-2019, 5 titoli Challenger, risalita del ranking in doppio
Rientra nel circuito nel gennaio 2016 e si trova fuori dal ranking. Quell'anno non ottiene grandi risultati in singolare e non va oltre il 324º posto del ranking, mentre in doppio vince cinque titoli Challenger, uno ITF e raggiunge il secondo turno al Roland Garros. Grazie a questi risultati chiude la stagione con il nuovo best ranking alla 114ª posizione mondiale. Nel 2017 vince il primo incontro in doppio in un torneo ATP a Montpellier e, in coppia con Malek Jaziri, esce al secondo turno. Tra il 2017 e il 2019 vince un solo altro incontro nel circuito maggiore e non ottiene risultati di rilievo nei Challenger, si aggiudica in totale tre titoli ITF in singolare e 14 in doppio e scende in entrambe le classifiche.

### 2020-2021, prima finale ATP e 5 titoli Challenger in doppio, riduzione degli impegni in singolare
Nel 2020 gioca solo due tornei in singolare, entrambi nel circuito ITF a inizio stagione, e si concentra sul doppio, raggiunge quattro finali Challenger e a ottobre torna a vincere un titolo di categoria dopo quattro anni ad Alicante. A fine stagione vince anche i tornei di Parma e Ortisei e rientra nella top 200 del ranking di doppio, da cui era uscito nel novembre 2017. Con un bilancio di quattro vittorie e sedici sconfitte nei precedenti tornei di doppio disputati nel circuito maggiore, nel luglio 2021 prende parte al torneo ATP di doppio a Båstad assieme a Andre Begemann, a sorpresa raggiungono la finale e vengono sconfitti da David Pel / Sander Arends con il punteggio di 4-6, 2-6. Quello stesso anno raggiunge sette finali nei tornei Challenger di doppio e ne vince due.

### 2022-2023, seconda finale ATP, quarti di finale agli US Open e top 50
Torna a essere protagonista in doppio nel circuito Challenger nel 2022 giocando dieci finali e ne vince sette. Ad aprile entra per la prima volta in carriera nella top 100 e a novembre, dopo la semifinale raggiunta all'ATP di Stoccolma e la finale al Challenger di Bergamo, porta il best ranking alla 66ª posizione mondiale. Nel 2023 fa il suo esordio in doppio agli Australian Open e in coppia con Maxime Cressy esce al primo turno. A febbraio disputa con Cressy anche la sua seconda finale ATP in carriera a Montpellier e vengono sconfitti per 10-8 da Matwé Middelkoop / Robin Haase nel set decisivo. Nei mesi successivi si aggiudica assieme a Dan Added i primi tre titoli Challenger stagionali e raggiunge le semifinali ATP di Marrakech con Cressy e di Lione con Nicolás Barrientos, a fine maggio porta il best ranking al 59º posto. Arriva in semifinale anche allo Swiss Open con David Vega Hernandez.
Al suo debutto nel torneo, consegue il miglior risultato da inizio carriera in una prova del Grande Slam spingendosi fino ai quarti agli US Open; in coppia con Robert Galloway elimina tra gli altri le teste di serie nº 4 Marcelo Arévalo / Jean-Julien Rojer e vengono sconfitti in due set da Pierre-Hugues Herbert / Nicolas Mahut, risultati con cui sale al 49º posto mondiale. Vince il successivo Challenger 125 di Saint-Tropez in coppia con Added. Verso fine stagione torna a giocare con Galloway e perdono la semifinale all'ATP di Stoccolma e la finale al Brest Challenger.

### 2024, primi due titoli ATP e top 40
All'esordio stagionale perde la finale al Challenger di Canberra in coppia con André Göransson, con il quale vince il suo primo incontro all'Australian Open e vengono eliminati al secondo turno. Subito dopo torna a giocare la finale all'ATP di Montpellier, questa volta in coppia con Sam Weissborn, e vengono sconfitti al terzo set da Sadio Doumbia / Fabien Reboul, risultato con cui Olivetti porta il miglior ranking al 46º posto mondiale. Dopo la finale persa al Girona Challenger con Jonathan Eysseric, ad aprile in coppia con Bhambri perde la semifinale all'ATP di Marrakech e vince il suo primo titolo ATP imponendosi in finale a Monaco di Baviera contro Andreas Mies / Jan-Lennard Struff dopo due tie-break.
A maggio perdono per 10-8 nel terzo set la finale all'ATP di Lione e il mese successivo escono in semifinale sull'erba dello Stuttgart Open. Vince il suo primo match in carriera a Wimbledon, e porta il miglior ranking alla 43ª posizione. Sale alla 40ª con la vittoria allo Swiss Open Gstaad, dove in coppia con Bhambri supera in finale Ugo Humbert / Fabrice Martin per 3-6, 6-3, [10-6] e conquista il secondo titolo ATP. Escono di scena al terzo turno agli US Open e il mese dopo perdono in tre set la finale all'ATP di Chengdu contro Sadio Doumbia / Fabien Reboul. All'ultimo impegno stagionale, raggiunge un’altra finale ATP al Moselle Open in coppia con Pierre-Hugues Herbert e vengono sconfitti in tre set da Sander Arends / Luke Johnson.

### 2025, una finale ATP
A Inizio stagione perde la semifinale all'ATP dell'Adelaide International in coppia con Bhambri. Torna a mettersi in luce a fine marzo raggiungendo la finale al Challenger 125 della Tennis Napoli Cup, persa in coppia con Geoffrey Blancaneaux. Nel periodo che segue raggiunge una semifinale nei Challenger e vince alcuni match di primo turno nel circuito ATP. A luglio disputa la finale allo Swiss Open Gstaad in coppia con Hendrik Jebens e vengono sconfitti in tre set da Francisco Cabral / Lucas Miedler. Il mese dopo vincono il Challenger 75 di Hagen.

## Statistiche
Aggiornate al 2 agosto 2025.

### Doppio

#### Vittorie (2)
| Legenda doppio       |
| Grande Slam (0)      |
| ATP Finals (0)       |
| ATP Masters 1000 (0) |
| ATP Tour 500 (0)     |
| ATP Tour 250 (2)     |

| N. | Data           | Torneo                                                 | Superficie  | Compagno     | Avversari in Finale             | Punteggio        |
| 1. | 21 aprile 2024 | Internazionali di Tennis di Baviera, Monaco di Baviera | Terra rossa | Yuki Bhambri | Andreas Mies Jan-Lennard Struff | 7-6(6), 7-6(5)   |
| 2. | 21 luglio 2024 | Swiss Open Gstaad, Gstaad                              | Terra rossa | Yuki Bhambri | Ugo Humbert Fabrice Martin      | 3-6, 6-3, [10-6] |

#### Finali perse (7)
| Legenda doppio       |
| Grande Slam (0)      |
| ATP Finals (0)       |
| ATP Masters 1000 (0) |
| ATP Tour 500 (0)     |
| ATP Tour 250 (7)     |

| N. | Data              | Torneo                                     | Superficie  | Compagno              | Avversari in Finale            | Punteggio              |
| 1. | 18 luglio 2021    | Swedish Open, Båstad                       | Terra rossa | Andre Begemann        | Sander Arends David Pel        | 4-6, 2-6               |
| 2. | 12 febbraio 2023  | Open Sud de France, Montpellier            | Cemento (i) | Maxime Cressy         | Robin Haase Matwé Middelkoop   | 6-4, 6(4)-7, [8-10]    |
| 3. | 4 febbraio 2024   | Open Sud de France, Montpellier (2)        | Cemento (i) | Sam Weissborn         | Sadio Doumbia Fabien Reboul    | 7-6(5), 4-6, [6-10]    |
| 4. | 25 maggio 2024    | Open Parc Auvergne-Rhône-Alpes Lyon, Lione | Terra rossa | Yuki Bhambri          | Harri Heliövaara Henry Patten  | 6-3, 6(4)-7, [8-10]    |
| 5. | 24 settembre 2024 | Chengdu Open, Chengdu                      | Cemento     | Yuki Bhambri          | Sadio Doumbia Fabien Reboul    | 4-6, 6-4, [4-10]       |
| 6. | 9 novembre 2024   | Moselle Open, Metz                         | Cemento (i) | Pierre-Hugues Herbert | Sander Arends Luke Johnson     | 4-6, 6-3, [3-10]       |
| 7. | 20 luglio 2025    | Swiss Open, Gstaad                         | Terra rossa | Hendrik Jebens        | Francisco Cabral Lucas Miedler | 7-6(4), 6(4)-7, [3-10] |

### Tornei minori

#### Singolare

##### Vittorie (6)
| Legenda                 |
| ATP Challenger Tour (0) |
| ITF (6)                 |

##### Finali perse (12)
| Legenda                 |
| ATP Challenger Tour (2) |
| ITF (10)                |

| N. | Data        | Torneo                        | Superficie | Sfidante in finale  | Punteggio    |
| 1. | agosto 2012 | Open Castilla y León, Segovia | Cemento    | Evgenij Donskoj     | 1-6, 6(11)-7 |
| 2. | agosto 2013 | Open Castilla y León, Segovia | Cemento    | Pablo Carreño Busta | 4-6, 6(2)-7  |

#### Doppio

##### Vittorie (53)
| Legenda                  |
| ATP Challenger Tour (25) |
| ITF (28)                 |

| N.  | Data              | Torneo                                              | Superficie    | Compagno              | Avversari in finale                      | Punteggio            |
| 1.  | 31 marzo 2012     | Open Guadeloupe, Le Gosier (Guadalupa)              | Cemento       | Pierre-Hugues Herbert | Paul Hanley Jordan Kerr                  | 7-5, 1-6, [10-7]     |
| 2.  | 7 settembre 2013  | Trophée des Alpilles, Saint-Rémy-de-Provence        | Cemento       | Pierre-Hugues Herbert | Marc Gicquel Josselin Ouanna             | 6-3, 6(5)-7, [15-13] |
| 3.  | 15 febbraio 2014  | Open Quimper Bretagne Occidentale, Quimper          | Cemento (i)   | Pierre-Hugues Herbert | Toni Androić Nikola Mektić               | 6-4, 6-3             |
| 4.  | 20 febbraio 2016  | Wrocław Open, Breslavia                             | Cemento (i)   | Pierre-Hugues Herbert | Nikola Mektić Antonio Šančić             | 6-3, 7-6(4)          |
| 5.  | 5 marzo 2016      | Open Quimper Bretagne Occidentale, Quimper          | Cemento (i)   | Tristan Lamasine      | Nikola Mektić Antonio Šančić             | 6-2, 4-6, [10-7]     |
| 6.  | 23 luglio 2016    | Guzzini Challenger, Recanati                        | Cemento       | Kevin Krawietz        | Ruben Bemelmans Adrián Menéndez Maceiras | 6-3, 7-6(4)          |
| 7.  | 5 novembre 2016   | Challenger Eckental, Eckental                       | Sintetico (i) | Kevin Krawietz        | Roman Jebavý Andrej Martin               | 6(8)-7, 6-4, [10-7]  |
| 8.  | 12 novembre 2016  | Internazionali Tennis Val Gardena Südtirol, Ortisei | Cemento (i)   | Kevin Krawietz        | Frank Dancevic Marko Tepavac             | 6-4, 6-4             |
| 9.  | 17 ottobre 2020   | JC Ferrero Challenger Open, Alicante                | Terra rossa   | Enzo Couacaud         | Íñigo Cervantes Oriol Roca Batalla       | 4-6, 6-4, [10-2]     |
| 10. | 7 novembre 2020   | Internazionali Città di Parma, Parma                | Cemento (i)   | Grégoire Barrère      | Sadio Doumbia Fabien Reboul              | 6-2, 6-4             |
| 11. | 21 novembre 2020  | Internazionali Val Gardena Südtirol, Ortisei        | Cemento (i)   | Andre Begemann        | Ivan Sabanov Matej Sabanov               | 6-3, 6-2             |
| 12. | 30 gennaio 2021   | Open Quimper Bretagne Occidentale, Quimper          | Cemento (i)   | Grégoire Barrère      | James Cerretani Marc-Andrea Hüsler       | 5-7, 7-6(7), [10-8]  |
| 13. | 2 ottobre 2021    | Open d'Orléans, Orléans                             | Cemento (i)   | Pierre-Hugues Herbert | Antoine Hoang Kyrian Jacquet             | 6-2, 2-6, [11-9]     |
| 14. | 29 gennaio 2022   | Open Quimper Bretagne Occidentale, Quimper          | Cemento (i)   | David Vega Hernández  | Sander Arends David Pel                  | 3-6, 6-4, [10-8]     |
| 15. | 26 febbraio 2022  | Open Pau-Pyrénées, Pau                              | Cemento (i)   | David Vega Hernández  | Karol Drzewiecki Kacper Żuk              | walkover             |
| 16. | 26 marzo 2022     | Challenger Biel/Bienne, Bienne                      | Cemento (i)   | Pierre-Hugues Herbert | Purav Raja Ramkumar Ramanathan           | 6-3, 6-4             |
| 17. | 23 aprile 2022    | Split Open, Spalato                                 | Terra rossa   | Nathaniel Lammons     | Sadio Doumbia Fabien Reboul              | 4-6, 7-6(6), [10-7]  |
| 18. | 23 luglio 2022    | Open Ciudad de Pozoblanco, Pozoblanco               | Cemento       | Dan Added             | Victor Vlad Cornea Luis David Martínez   | 3-6, 6-1, [12-10]    |
| 19. | 9 ottobre 2022    | JC Ferrero Challenger Open, Alicante                | Cemento       | Robin Haase           | Sanjar Fayziev Sergey Fomin              | 7-6(5), 7-5          |
| 20. | 15 ottobre 2022   | Saint-Tropez Open, Saint-Tropez                     | Cemento       | Dan Added             | Romain Arneodo Tristan-Samuel Weissborn  | 6-3, 3-6, [12-10]    |
| 21. | 4 marzo 2023      | Open Pau-Pyrénées Pau                               | Cemento (i)   | Dan Added             | Julian Cash Constantin Frantzen          | 3-6, 6-1, [10-8]     |
| 22. | 25 marzo 2023     | Saint-Brieuc Challenger, Saint-Brieuc               | Cemento (i)   | Dan Added             | Patrik Niklas-Salminen Bart Stevens      | 4-6, 7-6(7), [10-6]  |
| 23. | 13 maggio 2023    | TK Sparta Praga Challenger, Praga                   | Terra rossa   | Dan Added             | Miķelis Lībietis Hunter Reese            | 6-4, 6-3             |
| 24. | 24 settembre 2023 | Saint-Tropez Open, Saint-Tropez                     | Cemento       | Dan Added             | Jonathan Eysseric Harold Mayot           | 3-6, 1-0 rit.        |
| 25. | 2 agosto 2025     | Hagen Challenger, Hagen                             | Terra rossa   | Hendrik Jebens        | Vasil Kirkov Bart Stevens                | 6-4, 6(2)-7, [10-8]  |

##### Finali perse (27)
| Legenda tornei minori |
| Challenger (15)       |
| ITF (12)              |

| N.  | Data              | Torneo                                             | Superficie  | Compagno              | Avversari in finale                  | Punteggio               |
| 1.  | 1º marzo 2014     | Challenger La Manche, Cherbourg                    | Cemento (i) | Pierre-Hugues Herbert | Henri Kontinen Konstantin Kravčuk    | 4-6, 7-6(3), [7-10]     |
| 2.  | 26 aprile 2014    | Torneo Città di Vercelli, Vercelli                 | Terra rossa | Pierre-Hugues Herbert | Matteo Donati Stefano Napolitano     | 6(2)-7, 3-6             |
| 3.  | 15 febbraio 2020  | Challenger La Manche, Cherbourg                    | Cemento     | Dan Added             | Pavel Kotov Roman Safiullin          | 6(6)-7, 7-5, [10-12]    |
| 4.  | 13 febbraio 2021  | Challenger La Manche, Cherbourg                    | Cemento (i) | Antoine Hoang         | Lukáš Klein Alex Molčan              | 6-1, 5-7, [6-10]        |
| 5.  | 17 aprile 2021    | Split Open II, Spalato                             | Terra rossa | Gregoire Barrere      | Szymon Walków Jan Zieliński          | 2-6, 5-7                |
| 6.  | 12 giugno 2021    | Open de Lyon Challenger, Lione                     | Terra rossa | Tristan Lamasine      | Martín Cuevas Pablo Cuevas           | 3-6, 6(2)-7             |
| 7.  | 31 luglio 2021    | Internazionali di Tennis Città di Trieste, Trieste | Terra rossa | Antoine Hoang         | Orlando Luz Felipe Meligeni Alves    | 5-7, 7-6(6), [5-10]     |
| 8.  | 13 novembre 2021  | Open International de tennis de Roanne, Roanne     | Cemento (i) | Romain Arneodo        | Lloyd Glasspool Harri Heliövaara     | 6(5)-7, 7-6(5), [10-12] |
| 9.  | 10 settembre 2022 | Cassis Open Provence, Cassis                       | Cemento     | Romain Arneodo        | Michael Geerts Joran Vliegen         | 4-6, 6(6)-7             |
| 10. | 17 settembre 2022 | Open de Rennes, Rennes                             | Cemento     | Dan Added             | Jonathan Eysseric David Pel          | 4-6, 4-6                |
| 11. | 5 novembre 2022   | Internazionali di Tennis di Bergamo, Bergamo       | Cemento (i) | Jonathan Eysseric     | Henri Squire Jan-Lennard Struff      | 4-6, 7-6(5), [7-10]     |
| 12. | 28 ottobre 2023   | Brest Challenger, Brest                            | Cemento (i) | Robert Galloway       | Julian Cash Yuki Bhambri             | 7-6(5), 3-6, [5-10]     |
| 13. | 6 gennaio 2024    | Canberra International Tennis, Canberra            | Cemento     | André Göransson       | Daniel Rincón Abedallah Shelbayh     | 6(4)-7, 3-6             |
| 14. | 30 marzo 2024     | Girona Challenger, Gerona                          | Terra rossa | Jonathan Eysseric     | Gonzalo Escobar Oleksandr Nedovjesov | 6(1)-7, 4-6             |
| 15. | 29 marzo 2025     | Tennis Napoli Cup, Napoli                          | Terra rossa | Geoffrey Blancaneaux  | Alexander Erler Constantin Frantzen  | 4-6, 4-6                |

## Risultati in progressione
| Sigla | Risultato               |
| ----- | ----------------------- |
| V     | Vincitore               |
| F     | Finalista               |
| SF    | Semifinalista           |
| O     | Oro olimpico            |
| A     | Argento olimpico        |
| SF    | Bronzo olimpico         |
| QF    | Quarti di Finale        |
| 4T    | Quarto turno            |
| 3T    | Terzo turno             |
| 2T    | Secondo turno           |
| 1T    | Primo turno             |
| RR    | Round Robin             |
| LQ    | Turno di qualificazione |
| A     | Assente                 |
| ND    | Non disputato           |

| Legenda superfici    |
| -------------------- |
| Cemento              |
| Terra battuta        |
| Erba                 |
| Superficie variabile |

### Singolare
| Tornei Grande Slam         |     |     |               |               |               |     |               |               |               |               |     |
| Australian Open, Melbourne | A   | A   | A             | Q1            | A             | A   | A             | A             | A             | A             | 0-0 |
| Roland Garros, Parigi      | Q1  | Q2  | Q1            | 1T            | A             | Q1  | A             | A             | A             | A             | 0-1 |
| Wimbledon, Londra          | A   | A   | Q1            | Q1            | A             | 1T  | A             | A             | A             | ND            | 0-1 |
| US Open, New York          | A   | A   | 1T            | A             | A             | Q1  | A             | A             | A             | A             | 0-1 |
| Vittorie-Sconfitte         | 0-0 | 0-0 | 0-1           | 0-1           | 0-0           | 0-1 | 0-0           | 0-0           | 0-0           | 0-0           | 0-3 |
| Nazionale                  |     |     |               |               |               |     |               |               |               |               |     |
| Giochi Olimpici            | ND  | A   | Non disputati | Non disputati | Non disputati | A   | Non disputati | Non disputati | Non disputati | Non disputati | 0-0 |
| Vittorie-Sconfitte         | ND  | 0-0 | Non disputati | Non disputati | Non disputati | 0-0 | Non disputati | Non disputati | Non disputati | Non disputati | 0-0 |

### Doppio
| Tornei Grande Slam         |     |     |               |               |               |     |               |               |               |               |     |     |     |     |      |
| Australian Open, Melbourne | A   | A   | A             | A             | A             | A   | A             | A             | A             | A             | A   | A   | 1T  | 2T  | 1-2  |
| Roland Garros, Parigi      | 2T  | 1T  | 1T            | 1T            | A             | 2T  | 1T            | A             | A             | 1T            | 1T  | 2T  | 1T  | 1T  | 3-11 |
| Wimbledon, Londra          | A   | A   | A             | A             | A             | A   | A             | A             | A             | ND            | A   | A   | 1T  | 2T  | 1-2  |
| US Open, New York          | A   | A   | A             | A             | A             | A   | A             | A             | A             | A             | A   | A   | QF  |     | 3-1  |
| Vittorie-Sconfitte         | 1-1 | 0-1 | 0-1           | 0-1           | 0-0           | 1-1 | 0-1           | 0-0           | 0-0           | 0-1           | 0-1 | 1-1 | 3-4 | 2-3 | 8-16 |
| Nazionale                  |     |     |               |               |               |     |               |               |               |               |     |     |     |     |      |
| Giochi Olimpici            | ND  | A   | Non disputati | Non disputati | Non disputati | A   | Non disputati | Non disputati | Non disputati | Non disputati | A   | ND  | ND  |     | 0-0  |
| Vittorie-Sconfitte         | ND  | 0-0 | Non disputati | Non disputati | Non disputati | 0-0 | Non disputati | Non disputati | Non disputati | Non disputati | 0-0 | ND  | ND  |     | 0-0  |